# Jiří Kuběna
Jiří Kuběna, vlastním jménem Jiří Paukert, (31. května 1936 Prostějov – 10. srpna 2017 Znojmo) byl moravský básník a historik umění, představitel generace tzv. šestatřicátníků (spolu s Václavem Havlem, Pavlem Švandou, Violou Fischerovou nebo Věrou Linhartovou).

## Život
Byl synem Františka Paukerta a sochařky Hedviky Paukertové (roz. Vocilkové). Po maturitě na gymnasiu v Brně (1954) vystudoval v letech 1954–1959 dějiny umění a klasickou archeologii na Filozofické fakultě Masarykovy univerzity v Brně (prof. A. Kutal, V. Richter). V letech 1959–2006 byl zaměstnán jako odborný pracovník Krajské státní správy památkové péče a ochrany přírody v Brně, v letech 1994–2006 jako kastelán hradu Bítov. Je autorem několika monografií o památkách na jižní Moravě.
Koncem 50. let a 60. letech se zúčastnil neoficiálních literárních večerů spolu s Václavem Havlem a Věrou Tobolovou. Před rokem 1989 publikoval vlastní básně téměř výlučně v samizdatu a v exilu, s výjimkou několika kratších textů, které vydal v době kulturního uvolnění kolem r. 1968. Po roce 1989 se stal kastelánem hradu Bítova, kde trvale žil a kde v 90. letech uspořádal několik celostátních setkání českých básníků a kritiků. V 90. letech vydával časopisy Box a Vetus via. Kromě řady básnických sbírek vydal básnický výbor Krev ve víno, knihu esejů Paní na Duze a knihu vzpomínek Paměť básníka. Nakladatelství Host dokončuje vydání celého jeho souborného díla v osmi svazcích.
V roce 1969 byl oceněn při příležitosti setkání ke 40 letům od smrti Otokara Březiny, kdy obdržel pamětní medaili ke 100. výročí narození Otokara Březiny.
V roce 1998 byl prezidentem Václavem Havlem vyznamenán Medailí Za zásluhy v oblasti kultury a umění I. stupně.
Sám se hlásil k monarchismu, monarchii viděl jako ideální alternativu k nefunkční demokracii (již považoval za nevhodnou pro větší státní celky) nebo autoritářství. Ovšem i parlamentní monarchie, kde má panovník pouze symbolickou roli, pokládal za vhodnější než republiku, neboť panovník je zosobněním národní a státní identity. Rozpad Rakouska-Uherska byla podle něj pro český národ velká škoda v rovině ekonomické i duchovní. V roce 1999 se stal jedním ze signatářů monarchistického prohlášení Na prahu nového milénia, jehož autorem byl spisovatel Petr Placák.
Bývá považován za nejvýznamnějšího homoeroticky orientovaného básníka v současné české literatuře, "mužský éros" je významně přítomen v jeho tvorbě. Hlásil se ke konzervativnímu katolictví a v jeho díle se vyskytují i četné duchovní a náboženské motivy. Byl významným inspirátorem několika mladších básníků (Pavel Petr, Aleš Kauer aj.).[zdroj?]
Zemřel po delší nemoci ve Znojmě v nemocnici ve čtvrtek ráno dne 10. srpna 2017. Pohřben byl na starém hřbitově Bítova naproti hradu, kde do smrti bydlel. 

## Dílo

### Odborné publikace
- Bítov, Brno 1964
- Čechy pod Kosířem, Brno 1964 (s Z. Horsákem)
- Jaroměřice nad Rokytnou, Brno 1965, 1971
- Vranov nad Dyjí, Brno 1965
- Mohyla míru u Slavkova, Brno 1966, 1970
- Vranov - Bítov, Brno 1968
- Státní zámek Lednice, Brno 1970
- Lednice, Brno 1976
- Státní zámek Vranov nad Dyjí, Brno 1976
- Státní zámek Lysice, Brno 1976
- Státní hrad Bítov, Brno 1979 (s J. O. Eliášem, I. Řeholkou)
- Vranov nad Dyjí, Brno 1989 (s K. Janíčkem, L. Šetinovou)

### Básně
- Audience u papeže, 1966
- List Josefu Palivcovi, 1967
- Láska Boha i člověka, 1991
- Nelítostné zastaveníčko – Malá noční mariánská muzika, 1994
- Krev ve víno – výbor z díla (1953–1995), 1995
- Paní Na Duze, 1998 – eseje
- Matka Zjevení, 2002
- Paměť básníka – Z mého orloje (vzpomínky na přítomnost), 2006
- Ukřižování vína (Dílo VI) – výbor z díla (1987–1989), 2008
- Krásný rytíř na vysoké skále: verše z roku 1953, 2011
- Ráno na Olympu (Dílo VII/1 a Dílo VII/2) – výbor z díla (1989–2013), 2013